# Símbols d'Onil
L'escut i la bandera d'Onil són els símbols representatius oficials d'Onil, municipi del País Valencià, a la comarca de l'Alcoià.

## Escut heràldic
L'escut oficial d'Onil té el següent blasonament:
| « | Escut quadrilong de punta redona. En camper d'atzur, un castell de quatre torres d'or, maçonat i aclarit de sable, terrassat de gules, acostat i sobremuntat per tres flors de lis d'or. Per timbre, una corona reial oberta. | » |

## Bandera d'Onil
La bandera oficial d'Onil té la següent descripció:
| « | Bandera de proporcions 2:3. Losanjada par de blau i groc. En cadascun dels losanges blaus, un escudet groc. Al centre, escut municipal. | » |

## Història
L'escut s'aprovà per Resolució del 4 de novembre de 1999, del conseller de Justícia i Administracions Públiques. Publicat en el DOGV núm. 3.638, del 2 de desembre de 1999.
La bandera s'aprovà per Resolució de 20 de desembre de 1999, del conseller de Justícia i Administracions Públiques, publicada en el DOGV núm. 3.673, de 25 de gener de 2000 i corregida en el DOGV núm. 3.715 de 23 de març de 2000.
Tradicionalment Onil ha tingut un escut on es representa un castell de quatre torres, en al·lusió al palau dels marquesos de Dosaigües. Les flors de lis s'hi han afegit recentment, en record dels privilegis atorgats per Felip V arran d'haver estat a favor del bàndol borbònic durant la guerra de Successió.
A l'Arxiu Històric Nacional es conserva un segell en tinta de l'Ajuntament d'Onil de 1876 amb la següent descripció de l'alcalde Cristobal Juan:
| «                                                                                   | (castellà) El presente sello que es el que siempre ha usado este Ayuntamiento, variando solo en el tamaño, se pierde su origen en la oscuridad de los tiempos. Su escudo de armas, que es semejante al que se observa en un retablo dedicado á Nuestra Señora de la Salud, que hay en la sala Capitular de esta Villa desde el año 1797, debe hacer sin duda alguna referencia, á una casa-palacio toda de piedra, que existe en la plaza mayor de la misma y que pertenece al Sr. Marqués de Dos-aguas, cuyo palacio se halla coronado por tres torres almenadas, una en cada esquina, completando la cuarta la torre de la Iglesia parroquial que en algun tiempo ha debido formar todo un solo edificio de base rectangular. En cada una de las torres hay un escudo de armas grabado en piedra, que aunque deteriorados por la accion del tiempo y sitos a grande altura, aun parece se observa en ellos vestigios de semejanza con el sello de este Ayuntamiento, de modo que tal vez puedan adquirirse noticias mas exactas consultando el original de las armas y blasones del referido señor Marqués cuyos antepasados fueron los señores feudales de esta Villa. | (català) El present segell que és el que sempre ha fet servir aquest Ajuntament, variant només en la grandària, es perd el seu origen en la foscor dels temps. El seu escut d'armes, que és semblant al que s'observa en un retaule dedicat a la Mare de Déu de la Salut, que hi ha a la sala Capitular d'aquesta Vila des de l'any 1797, ha de fer, sense cap dubte, referència a una casa-palau tota de pedra, que existeix a la plaça major de la mateixa i que pertany al Sr. Marqués de Dos-aigües, el palau es troba coronat per tres torres emmerletades, una a cada cantó, completant la quarta la torre de l'església parroquial que en algun temps ha hagut de formar tot un sol edifici de base rectangular. En cadascuna de les torres hi ha un escut d'armes gravat en pedra, que encara que deteriorats per l'acció del temps i situats a gran altura, encara sembla s'observa en ells vestigis de semblança amb el segell d'aquest Ajuntament, de manera que potser puguin adquirir-se notícies més exactes consultant l'original de les armes i blasons del referit senyor Marqués, els avantpassats del qual van ser els senyors feudals d'aquesta Vila. | » |
| — Onil, 19 de setembre de 1876. L'Alcalde. Cristobal Juan (Arxiu Històric Nacional) | | |   |